# Марк Корнелій Малугінен (військовий трибун з консульською владою 369 року до н. е.)
Марк Корне́лій Малугіне́н (лат. Marcus Cornelius Maluginensis; IV століття до н. е.) — політик і військовий діяч Римської республіки, дворазовий військовий трибун з консульською владою (консулярний трибун) 369 і 367 років до н. е.

## Біографічні відомості
Походив з древнього патриціанського роду Корнеліїв. Молодший син Публія Корнелія Малугінена, військового трибуна з консульською владою 404 року до н.е., та, імовірно, онук Марка Корнелія Малугінена, консула 436 року до н.е. Про молоді роки його згадок в літературних джерелах не залишилося.  

### Перша трибунська каденція
369 року до н. е. його було обрано вперше військовим трибуном з консульською владою разом з Авлом Корнелієм Коссом, Квінтом Квінкцієм Цинціннатом, Гаєм Ветурієм Крассом Цікуріном, Марком Фабієм Амбустом і Квінтом Сервілієм Фіденатом. Спроба захопити римським військом під час цієї каденції місто Венестрі була невдалою. Того року трибуни сприяли замиренню патриціїв та плебеїв. Зрештою було підтримано закон Секстія—Ліцинія стосовно дозволу плебеям займати консульську посаду. 

### Друга трибунська каденція
367 року до н. е. його було вдруге обрано військовим трибуном з консульською владою разом із Марком Геганієм Мацеріном, Луцієм Ветурієм Крассом Цікуріном, Публієм Валерієм Потітом Публіколою, Публієм Манлієм Капітоліном і Авлом Корнелієм Коссом. Під час каденції після звістки про наближення до Риму галів вп'яте Марка Фурія Камілла було обрано диктатором. Цього року посада військових трибунів з консульською владою була скасована через те, що народні трибуни остаточно провели закон Секстія-Ліцінія, згідно з яким один з консулів мав бути обов'язково з плебеїв.  
Про роль та дії Марка Корнелія під час обох трибунських каденцій невідомо, так само як і про його подальшу долю.